# Klein klauwtjesmos
Klein klauwtjesmos (Hypnum pallescens) is een soort mos uit het geslacht klauwtjesmos (Hypnum).
Het is een soort van het noordelijk halfrond die vrijwel uitsluitend op bomen en rotsen groeit. De soort is in België en Nederland zeer zeldzaam.

## Etymologie en naamgeving
- Synoniem: Hypnum pallescens var. protuberans (Bridel) Lesquereux & James, Hypnum reptile Michaux, Leskea pallescens Hedwig, Stereodon pallescens (Hedwig) Mitten

- Duits: Blassgelbes Schlafmoos

De botanische naam Hypnum is afkomstig van de Oudgriekse mythologische figuur Hypnos, de personificatie van de slaap, omwille van het eertijdse gebruik van het mos als kussen- en matrasvulling. De soortaanduiding pallescens komt uit het Latijn en betekent 'verblekend'.

## Determinatie
Klein klauwtjesmos vormt kleine, stugge matten, met liggende stengels, tot 5 cm lang, onregelmatig vertakt, stevig aan het substraat verankerd door talrijke rizoïden. De stengelblaadjes zijn grijsgroen tot bruin, tot 1,1 mm lang, sterk gekromd, naar een korte spits versmallend.
Het sporenkapsel of sporogoon is tot 2,3 mm lang, van halfrond tot cilindrisch, horizontaal of schuin op een gladde, tot 1,5 cm lange, geelbruine tot donkerbruine steel. Het kapsel wordt afgesloten door een kegelvormig operculum.

### Gelijkende taxa
Klein klauwtjesmos kan, wanneer sporofyten aanwezig zijn, onderscheiden worden van het zeer variabele gesnaveld klauwtjesmos (H. cupressiforme) en van bosklauwtjesmos (H. andoi) door het kegelvormige operculum.

## Ecologie
Klein klauwtjesmos groeit in België en Nederland bijna uitsluitend als epifyt op basenarme schors, bij voorkeur op de voet van eiken, in zeer vochtige bossen. Verder ook op silicaatrijke rotsen.

## Verspreiding
Klein klauwtjesmos komt voor in gematigde en koude streken van het Noordelijk Halfrond. In België en Nederland is het uiterst zeldzaam.
... · H. andoi (bosklauwtjesmos) · H. cupressiforme (gesnaveld klauwtjesmos) · H. cupressiforme var. filiforme (hangend klauwtjesmos) · H. cupressiforme var. heseleri (kroezig klauwtjesmos) · H. cupressiforme var. lacunosum (duinklauwtjesmos) · H. cupressiforme var. resupinatum (zijdeklauwtjesmos) · H. cupressiforme var. tectorum (recht klauwtjesmos) · H. imponens (goudklauwtjesmos) · H. jutlandicum (heideklauwtjesmos) · H. pallescens (klein klauwtjesmos) · H. pratense (weideklauwtjesmos) · ...